# Masaki Tsuchihashi
Masaki Tsuchihashi (Prefectura de Kanagawa, Japó, 23 de juliol de 1972) és un exfutbolista japonès.

## Selecció japonesa
Masaki Tsuchihashi va disputar 1 partits amb la selecció japonesa.